# La mia diabolica amica
La mia diabolica amica (Meine teuflisch gute Freundin) è un film del 2018 diretto da Marco Petry.

## Trama
Una studentessa, figlia del diavolo, va a casa per una settimana di prova in una famiglia di non peccatori. Si tratta di Lilith, dall'appropriato cognome di Schwartz ("nera"): ella vive, col maligno e i suoi collaboratori, naturalmente, all'inferno, che si trova ubicato non sottoterra ma ai piani alti di un grattacielo di Francoforte, ed è gestito con avanzati criteri manageriali. Lilith si sente abbastanza cattiva per adoperare la sua potenza tentatrice presso i mortali. Non è ancora maggiorenne, però; quindi, in base alle leggi degli inferi, non le sarebbe concesso di scendere a seminare zizzania presso gli uomini. Ma quel buon diavolo di suo padre, facendo uno strappo alla regola, le concede una settimana di prova: se avesse dimostrato di riuscire a corrompere, in quel lasso di tempo, qualche persona, le avrebbe permesso di iniziare la sua nefanda opera in terra. Ma la sua destinazione non è la fastosa Berlino, o almeno la trafficata Amburgo, come la ragazza avrebbe desiderato, ma la piccola cittadina semi-rurale di Birkenbrunn, che, secondo le statistiche infernali, contava un'insolitamente alta percentuale di uomini timorati di Dio.
E la famiglia ospitante sarebbe stata quella – pacificata e solare - dei Birnstein, la cui figlia maggiore, Greta, era coetanea di Lilith, e quindi sua compagna di classe alla scuola superiore. L'arrivo della figlia del male aveva suscitato inizialmente presso i Birnstein qualche malinteso e perplessità, ma le cose avevano iniziato a cambiare quando Lilith si era profusa in una serie di imprese destinate a far colpo: aveva ad esempio sistemato a dovere il compagno bullo Eddie Papenhoff, figlio del preside, e aveva fatto in modo di avvicinare la timida Greta al suo innamorato segreto Carlo.
Ma, a dispetto di ogni rispettabile diavoleria, Lilith aveva commesso l'errore – o era stata sottoposta alla fatalità – di innamorarsi di Samuel, un loro compagno. Ed innamorarsi era cosa altamente disdicevole per una diavolessa. Lilith perde o rinuncia gradualmente ed inesorabilmente alle proprie capacità tentatrici: come se il mondo degli affetti mortali avesse avuto la meglio sul male infernale.
Dopo la settimana concessale, il demonio in persona si materializza a Birkenbrunn, per valutare l'operato della figlia: una serie di avvenimenti, durante la festa della scuola, convincono il diavolo a permettere a Lilith di continuare la sua opera, che ritiene malvagia, in terra. Il maligno, dopo aver chiesto alla figlia – secondo le sue iniziali preferenze - se volesse trasferirsi in una grande città del mondo, New York, Londra o Parigi, esterrefatto, si sente rispondere da Lilith che preferirebbe continuare ad esercitare a Birkenbrunn, sede di cotanti uomini oscenamente virtuosi. Il tentatore viene così ad essere tratto in inganno, e Lilith prosegue nella sua umana amicizia con Greta e nel suo umano amore di Samuel. Così, alle volte, i figli smentiscono i padri.